# Gynoplistia (Gynoplistia) evelynae
Gynoplistia (Gynoplistia) evelynae is een tweevleugelige uit de familie steltmuggen (Limoniidae). De soort komt voor in het Australaziatisch gebied.